# Otalazt
 (janvier 2018).
Peio Jorajuria Otalazt, né à Saint Jean de Luz (Pyrénées-Atlantiques) le 14 septembre 1979, est un écrivain basque de langue basque.

## Biographie

### Militant
Très jeune, Peio Jorajuria est membre et porte-parole du mouvement de désobéissance civile Démocratie pour le Pays basque, il apparait également publiquement comme membre de la plateforme Deiadar et du collectif Eragin. 
En 2010, il crée une Ikastola à Mendionde.
En 2019, il est élu président de la fédération Seaska,.
Professionnellement, il est salarié de l'association Euskaldun Gazteria, puis directeur-adjoint du service pédagogique Ikas avant d'être nommé directeur administratif de l'académie internationale de musique Maurice Ravel.

### Auteur
Après des collaborations avec des groupes de musique (notamment le groupe de rock basque Izate), et de la presse locale (chronique régulière dans Le Journal du Pays basque), Peio Jorajuria a publié son premier roman, Jaun Martin, en 2012, sous le pseudonyme Otalazt.
Il obtient le prix Gazteluma en 2012.

#### Roman
- Jaun Martin (2012, Elkar). Prix Gazteluma en 2012.